# Дандерн (Саскачеван)
Дандерн (енгл. Dundurn) је малено урбано насеље са административним статусом варошице у централном делу канадске провинције Саскачеван. Насеље се налази на аутопуту 11 на око 40 км јужно од највећег града у провинцији Саскатуна. Северно и западно од насеља налази се велика војна база канадске војске Форт Дандерн.

## Демографија
Према резултатима пописа становништва из 2011. у варошици су живела 693 становника у 263 домаћинства, што је за 7,1% више у односу на 647 житеља колико је регистровано 
приликом пописа 2006. године.
| 2001. | 2006. | 2011. |
| ----- | ----- | ----- |
| 596   | 647   | 693   |